# Vanessa Chalá
Vanessa Fernanda Chalá Minda (ur. 13 marca 1990) – ekwadorska judoczka. Olimpijka z Tokio 2020 i Paryża 2024, gdzie zajęła siedemnaste miejsce w wadze półciężkiej.
Uczestniczka mistrzostw świata w 2011, 2013, 2014, 2015, 2018, 2019, 2021, 2023 i 2024. Startowała w Pucharze Świata w latach 2010–2016, 2018, 2019, 2022 i 2023. Brązowa medalistka igrzysk panamerykańskich w 2019; piąta w 2015 i siódma w 2011. Zdobyła sześć medal na mistrzostwach panamerykańskich w latach 2014-2024. Złota medalistka igrzysk Ameryki Południowej w 2018, srebrna w 2010; brązowa w 2014 i 2022. Zdobyła pięć medali na mistrzostwach Ameryki Południowej. Druga na igrzyskach boliwaryjskich w 2009 i 2013; trzecia w 2017 roku.

## Letnie Igrzyska Olimpijskie 2020
| Konkurencja | Eliminacje                 | Klas. końcowa |
| Konkurencja | Przeciwnik I               | Miejsce       |
| ----------- | -------------------------- | ------------- |
| 78 kg       | Anastasija Turczyn (UKR) P | 17.           |